# Yo-kai Watch
«Yo-Kai Watch» (яп. 妖怪ウォッチ Ёкай Вотти, «Часы ёкай») — серия ролевых игр для игровых консолей, выпускаемая компанией Level-5. Первая игра в серии вышла на Nintendo 3DS в 2013 году. За ней последовали четыре игры для основной серии и несколько спин-оффов на мобильных платформах и консолях Nintendo.
Были выпущены шесть манга-адаптаций; одна из них — сёнэн-манга, выходящая в журнале CoroCoro Comic издательства Shogakukan с декабря 2012 года, стала обладательницей наград. Аниме-сериал был снят студией OLM, Inc. и транслировался в Японии с января 2014 года. Его высокие рейтинги заметно увеличили популярность франчайза. С октября 2015 года он стал транслироваться в Северной Америке. В России аниме транслировалось на канале «Карусель» под названием «Время Йо-Кай». С 20 по 30 июня 2016 были показаны 9 эпизодов, с 17 октября показ возобновился. В декабре 2014 года вышел полнометражный аниме-фильм.

## Концепция
История в произведениях серии вращается вокруг знакомства с разными йо-каями, населяющими город, и налаживания с ними дружеских отношений. Йо-каи основаны на традиционных японских демонах ёкай, но часто с неожиданной подачей. Если герою удаётся подружиться с йо-каем, то он получает от него медаль дружбы, с помощью которой сможет призывать соответствующего йо-кая на помощь в сражениях или для решения проблем.
Основной сюжет в большинстве случаев начинается с того, что главный герой (Нейт или Кати) получает часы, называемые «Yo-kai Watch», от Уиспера, йо-кай-дворецкого. Они заводят дружбу с Дзибаняном, котом-йо-кай, обитающем на перекрестке и считающим, что его бывшая хозяйка Эми назвала его «убогим» из-за того, что он попал под машину.

## Медиа

### Игры
Игры основной серии относятся к ролевым, где игрок заводит дружбу с хорошими йо-каями и сражается с плохими. Основной упор сделан на бои. Игры используют одинаковую боевую систему, в которой задействован тачскрин 3DS, на котором можно переключаться между йо-каями по желанию. Все йо-каи обладают особыми навыками, которые позволяют провести особенно сильную атаку.
Первая игра серии была анонсирована на Tokyo Game Show в 2011 году и выпущена 11 июля 2013 года.
Четвёртая игра Yo-kai Watch 4 вышла на Nintendo Switch в июне 2019 года. Она использует дизайн из аниме Yo-kai Watch Shadowside.

#### Спиноффы
- Yo-kai Watch Busters (Nintendo 3DS, 2015)
- Yo-kai Watch Dance: Just Dance Special Version (Wii U, 2015) — разработанная и опубликованная совместно с Ubisoft как часть серии Just Dance
- Yo-kai Sangokushi (Nintendo 3DS, 2016)
- Yo-kai Watch Busters 2 (Nintendo 3DS, 2017)

#### Мобильные приложения
- Yo-kai Land (iOS, Android, 2015)
- Yo-kai Taiso Dai-Ichi Puzzle da Nyan (яп. ようかい体操第一 パズルだニャン Ё:кай Таёсо: Дай-Ити Падзуру да Нян, букв. "Упражнение ё-кай № 1: Пазл Мяу) (iOS, Android, 2013)
- Yo-kai Watch: Puni Puni (яп. 妖怪ウォッチ ぷにぷに Ё:кай Вотти Пуни-пуни) (iOS, Android, 2015)
- Yo-kai Watch: Wibble Wobble (яп. {{{2}}}) (iOS, Android, 2016)
- Yo-kai Watch: Gerapo Rhythm (яп. 妖怪ウォッチ ゲラポリズム Ё:кай Вотти Гэраро Ридзуму) (iOS, Android, 2018)
- Yo-kai watch: world (яп 妖怪ウォッチワールド) (iOS, Android 2018)
- Yo-kai Daijiten (яп. 妖怪大辞典, букв. "Большой словарь ё-каев") (iOS, Android, 2018) (отменена)

### Манга
Были выпущены шесть манга-адаптаций; одна из них — сёнэн-манга, выходящая в журнале CoroCoro Comic издательства Shogakukan с декабря 2012 года, стала обладательницей наград.

### Аниме
Аниме-сериал был снят студией OLM, Inc. и транслировался в Японии с января 2014 года. Его высокие рейтинги заметно увеличили популярность франчайза. С октября 2015 года он стал транслироваться в Северной Америке. В России аниме транслировалось на канале «Карусель» под названием «Время Йо-Кай». В декабре 2014 года вышел полнометражный аниме-фильм. В 2018 Сериал закончился. В том же году вышло продолжение Shadowside. В 2019 году вышел ремейк оригинального сериала.

## Мерчендайз
Были выпущены разнообразные игрушки, связанные с игрой, в том числе часы Yo-kai Watch и медали йо-каев, которые были встречены с коммерческим успехом. Hasbro выпустили серию игрушек по всему миру в 2015 году. В июле 2016 года Square Enix провели кросс-оверное событие в своей MMORPG Final Fantasy XIV: A Realm Reborn, длившийся до октября, в котором игроки могли собирать медали йо-каев, а затем обменивать их на миньонов в виде известнейших йо-каев франчайза, а также на оружие, дизайн которого был вдохновлён ими. Событие было повторно запущено на следующий год.